# Сотбі
Со́тбі (англ. Sotheby's) — четвертий найстаріший аукціонний дім світу. Разом із аукціонним домом Крістіс (англ. Christie's) займає приблизно 90 % світового ринку аукціонних продажів антикваріату, предметів мистецтва тощо.

## Про аукціон
Фірма «Сотбіс» (Sotheby's) проводить понад 350 аукціонів на рік, більшість проходить у двох головних торгових залах — у Нью-Йорку й Лондоні. Інші аукціони проводять у Гонконзі, Амстердамі, Женеві, Парижі, Мілані, Цюриху, Мельбурні і Сингапурі.
Аукціон має свої представництва в 29 країнах світу: Європі (15), Азії (8), Америці (6). Участь в аукціонах «Сотбіс» може взяти будь-хто, причому абсолютно безкоштовно.
За 3-7 днів до початку торгів усі лоти виставляються на загальний огляд. Каталог будь-яких торгів можна одержати протягом місяця до проведення аукціону. Вони містять опис кожного лота, інформацію про його походження й експонування, посилання, згадки у спеціальній літературі і приблизна вартість. Учасник може запропонувати ціну за лот, що виставлений з аукціону «Сотбіс», особисто відвідавши торги чи подавши заявку на заочну участь.
Нерідко допускається прийняття ставки від потенційного покупця телефоном. «Сотбіс» стягує комісійні, так званий відсоток покупця. Комісійні додаються до найвищої ціні, запропонованої переможцем аукціону (аукціонна ціна), і входить у загальну вартість купівлі. Для оплати купівлі «Сотбіс» приймає чеки чи перекази, кредитні карти Visa, MasterCard і American Express, і навіть готівку (з вирішенням обмежень). Одержати свою покупку можна в торговому залі чи на пошті.

## Історія
Сотбіс — один з найстаріших артаукціонів у світі, його було започатковано 1744 року. Засновник фірми, Самуель Бейкер, спочатку продавав з молотка книжки. Через фірму пройшли безліч бібліотек світу з колекцій видатних діячів, зокрема бібліотека Наполеона Бонапарта. 

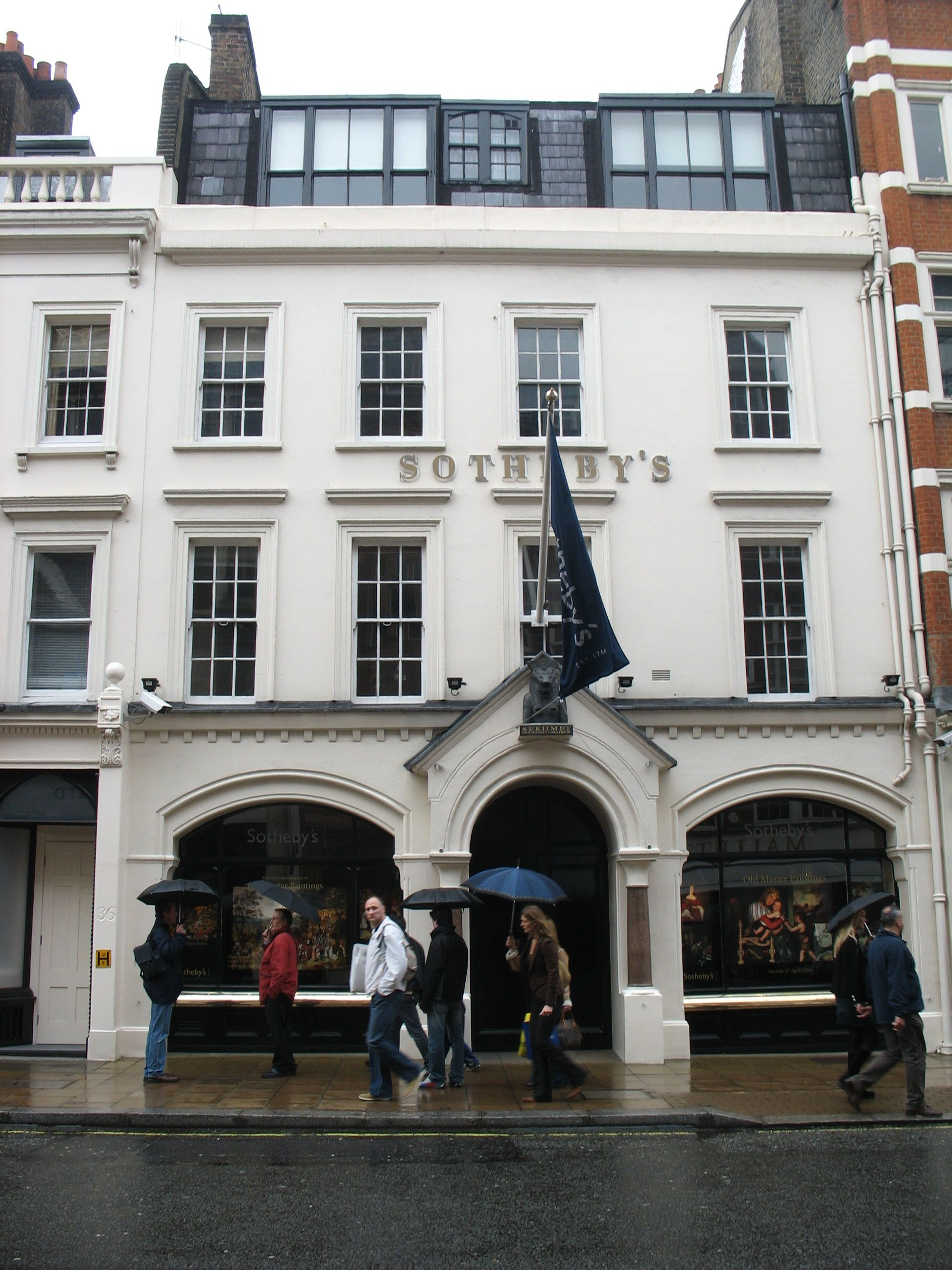
Офіс Сотбі в Лондоні на Бонд Стріт

Наприкінці Першої світової будинок значно розширив сферу роботи і вже торгував іншими раритетами, такими як гравюри, медалі і монети. Фірма переїхала в знаменитий будинок вулиці Нью-Бонд-стріт, що й досі залишається її лондонській резиденцією. Переїзд на цю фешенебельну вулицю ознаменував початок нової доби історії «Сотбіс» — торгівля малюнками й іншими творами мистецтва стала приносити значно більший прибуток у порівнянні з оборотом на букіністичному ринку. Вихід на ширшу торгову арену був добре продуманим ходом, у своїй розрахунок робився картинами і малюнки старих майстрів.
Завдяки зміні профілю фірма домоглася рекордного зростання товарообороту в 1960-ті роки під керівництвом Пітера Вілсона. Саме Вілсон, що працював у «Сотбіс» з 1936 року, вивів фірму на міжнародний рівень. Він забезпечив фірмі колосальні прибутки від продажу картин імпресіоністів і модерністів, котрі мали нечувану популярність. Мабуть, найбільш сенсаційними і значними під час перебування Вілсона в керівництві фірми стали торги, що відбулися 1958 року і ввійшли до історію під назвою «Гольдшмідтовських торгів».
1955 року компанія відкрила представництво у Нью-Йорку, а 1964 року було прийнято постанову щодо придбання аукціонної фірми «Парк-Бернет», найбільшого в США аукціонного будинку зі спеціалізацією на мистецьких витворах. Включивши до свого складу найбільший американський аукціонний будинок, фірма «Сотбіс» продовжувала шукати шляхи розширення свого впливу.

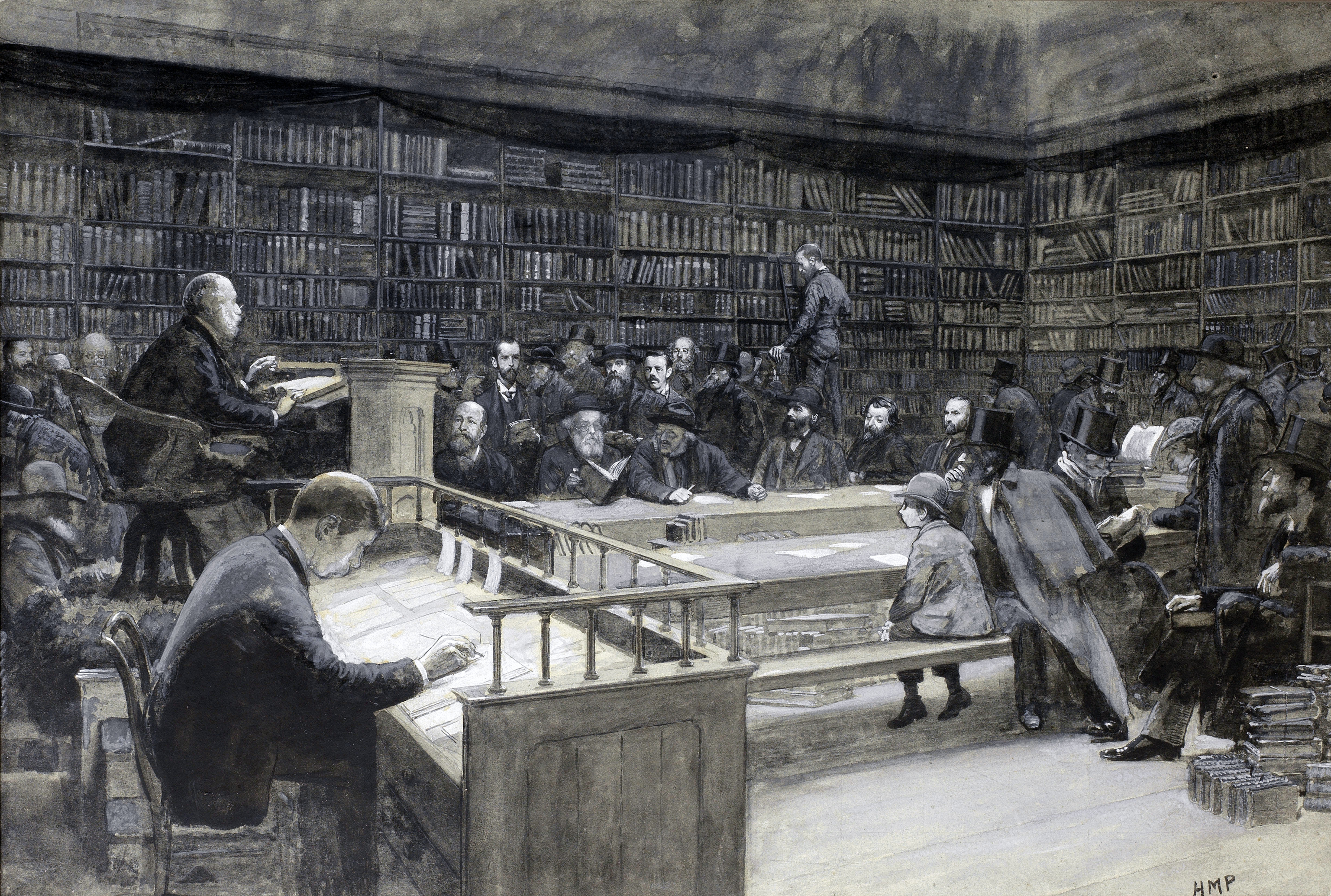
Книжковий аукціон Сотбі (1888)

1983 року аукціонний будинок «Сотбіс» придбав Альфред Таубман з невеликою групою інвесторів. У той самий час ряд блискучих аукціонних продажів привів до пожвавлення на ринку творів мистецтва. Пожвавлення привело до серії аукціонів у «Сотбіс», які назавжди залишили свій слід в історії торгів, фантастичні ставки і неослабну увагу громадськості. Наприкінці 80-х років можливості здавалися необмеженими. На той час ціни зросли до рівня, що торги стали залучати безпрецедентну увагу журналістів усього світу.

### 1990-ті
1988 року керівництво «Сотбіс» вирішило вдруге перетворити фірму у відкрите товариство. 1989 року прибуток від продажу творінь імпресіоністів і модерністів у Нью-Йорку й Лондоні становив не менше 1,1 млрд доларів. Упродовж років економічного спаду на початку 1990-х стало очевидно, що «Сотбіс» вдається правильно визначати циклічність попиту на витвори мистецтва: період спаду незмінно перетворювався на період стабілізації. Дивно, але за наступні десятиліття фірма «Сотбіс» лише збільшила частку на ринку.

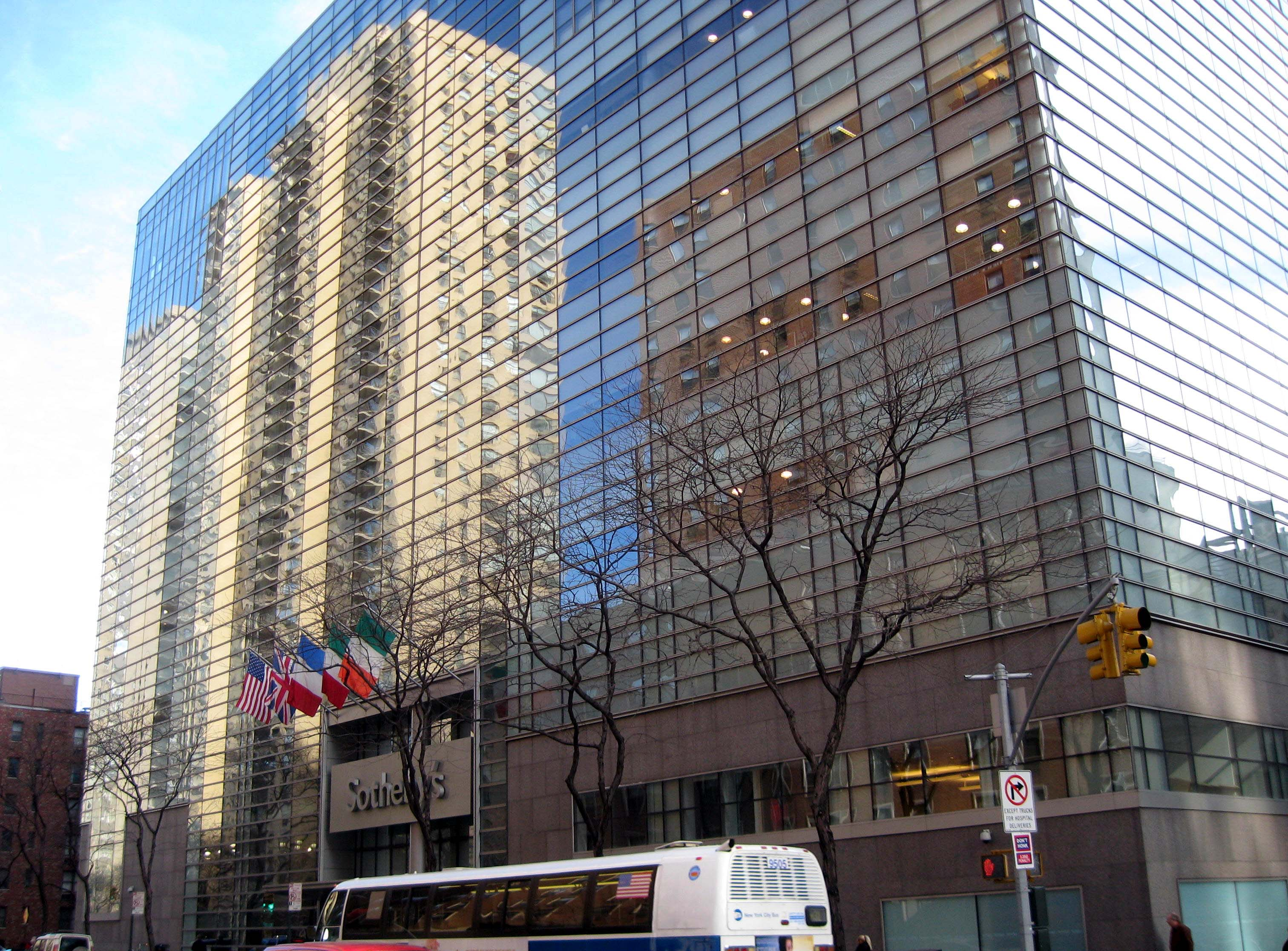
Офіс Сотбі в Нью-Йорку

У 1990-х роках обидві штаб-квартири фірми, у Лондоні і Нью-Йорку, значно розширились. У Лондоні 2001 року «Сотбіс» відкрили філію в Олімпії. Відділення «Сотбіс» у Нью-Йорку також розширилось, навесні 2000 року площа штаб-квартири на Йорк-авеню збільшилася на шість поверхів, отже, у нью-йоркському офісі з'явилося приміщення для складів, а спеціальні відділи отримали приміщення для виставкових залів. Вінчала ці придбання галерея на десятому поверсі, отримавши оцінку як «одна з найзначніших виставкових зал Нью-Йорку, обстановці якої позаздрить практично будь-який музей міста».

### 2000-ні

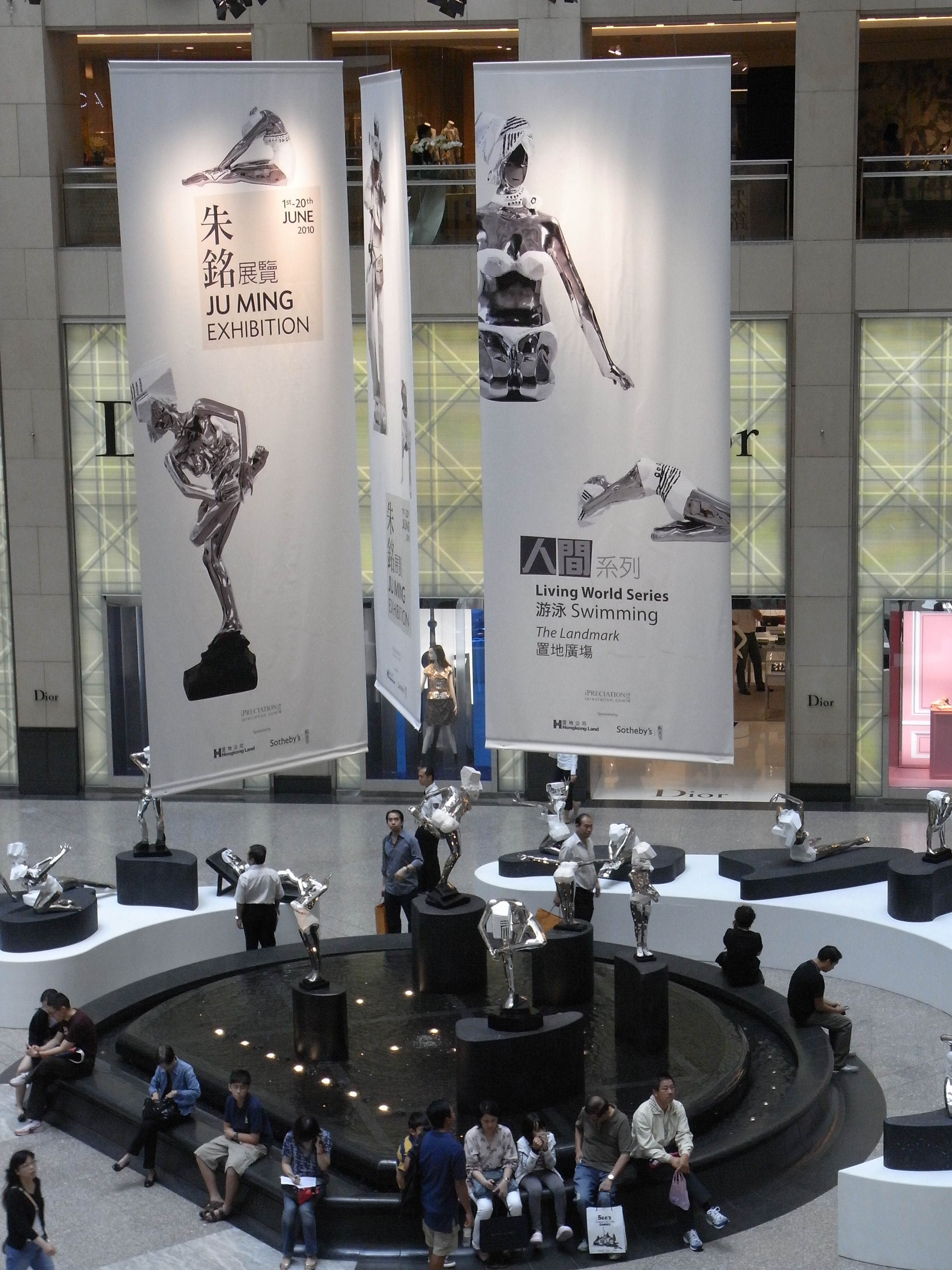
Експозиція Сотбі в Гонконзі

2000 року «Сотбіс» першим із міжнародних аукціонних будинків провів аукціон в інтернеті. Хоча сайт «Сотбіс» не проводить аукціонів, як раніше залишається корисним джерелом інформації та новин про діяльність аукціонного дому «Сотбіс» у всьому світі.
У 2021 році «Сотбіс» запустив торгову платформу NFT на основі Ethereum. Головна мета проекту – надання місця зустрічі колекціонерам, NFT-художникам і ентузіастам та прагнення зацікавити користувачів до художніх активів на основі блокчейнів. 

## Факти
- 1744 рік — лондонський продавець книжок Семюель Бейкер заснував Сотбі, провівши перший аукціон — продавши бібліотеку сера Джона Стенлі.[11]
- 1823 рік — на аукціон виставлена колекція Наполеона.[12]
- 1884 рік — книга Данте Аліґ'єрі Божественна Комедія, ілюстрована 84 великими малюнками роботи Ботічеллі, продана на аукціоні за £13,000.
- 1928 рік — оригінальний рукопис Льюїса Керрола Аліса в Країні чудес, адресований Алісі Лідделл (справжній Алісі), проданий у Лондоні за рекордні £15,400.
- 1958 рік — колекція історика Якоба Голдшміда продана у Лондоні за рекордні £781,000.
- 1964 рік — Сотбі викупляє Parke-Bernet в Нью-Йорку, американський найкращий художній аукціонний дім, і переміщує його впродовж одного року на 980 Медісон Авеню.
- 1973 рік — Сотбі відкриває перший аукціонний дім у Гонконгу. Організований Сотбі перший аукціон сучасного мистецтва продає п'ятдесят робіт з колекції Роберта Скуллі за рекордні 2,3 млн $.
- 2014 рік — картина «Голова селянина (картина Малевича, 1911)» була продана за 3,5 мільйона фунті, на лондонських торгах Сотбі.
- 2021 рік: 
  - Творець всесвітньої павутини сер Тім Бернерс-Лі продав вихідний код інтернету у вигляді NFT невідомому покупцеві через Sotheby's за 5,4 мільйона доларів.[13][14]
  - Картина Бенксі з новою назвою "Любов у сміттєвому баку" (раніше "Дівчинка з повітряною кулею") була продана на аукціоні за рекордну для художника суму – 18,6 мільйона фунтів стерлінгів.[15]

## Інститут культури
1969 року було засновано Інститут культури Сотбі (Sotheby's Institute of Art) у Лондоні на базі навчальних курсів з мистецтвознавства для співробітників аукціонного дому. Сьогодні Інститут культури це місце для всіх охочих отримати професійні знання у сфері міжнародного артринку, мистецької бізнес освіти. Інститут пропонує освітньо-професійну програму підготовки магістрів; семестрові 15-тижневі курси денної або заочної форми навчання; літні; різноманітні підготовчі курси; навчання в режимі онлайн. Заняття проводяться в Лондоні (Велика Британія) і Нью-Йорку (США).
Інститут культури Сотбі готує магістрів за такими напрямами:
- Артбізнес (MA art business) — Лондон, Нью-Йорк
- Сучасне мистецтво (MA contemporary art) — Лондон, Нью-Йорк
- Образотворче й декоративне мистецтво, дизайн (MA fine and decorative art and design) — Лондон, Нью-Йорк
- Модерн і сучасне мистецтво Азії (MA modern and contemporarz asian art) — Лондон
- Логістика в мистецтві (MA art logistics) — Лондон